# Chevauchée des Walkyries
Pour les articles homonymes, voir Chevauchée et Valkyrie (homonymie).
La chevauchée des Walkyries (Der Walkürenritt, ou Der Ritt der Walküren, en allemand) est un célèbre extrait de l'opéra La Walkyrie (Die Walküre), second opéra de la Tétralogie (L'Anneau du Nibelung) de Richard Wagner. Correspondant à la fois au prélude et au premier air du dernier acte, il est baptisé du nom des Valkyries guerrières des mythologie germanique et nordique. Remarquée pour sa dimension épique, exaltée, grandiose et tragique à la fois, cette chevauchée est à la fois un des morceaux les plus célèbres de la Tétralogie, de l'œuvre de Richard Wagner et du répertoire de la musique savante.
Souvent interprétée en concert indépendamment de l'opéra dont elle est issue, elle est reprise entre autres comme hymne de la Luftwaffe à l'époque du Troisième Reich, et devient une des musiques de film les plus célèbres de l'histoire du cinéma en 1979, alors qu'elle accompagne un raid américain d'hélicoptère d'attaque  de la guerre du Viêt Nam dans le film de Francis Ford Coppola Apocalypse Now.

## Historique

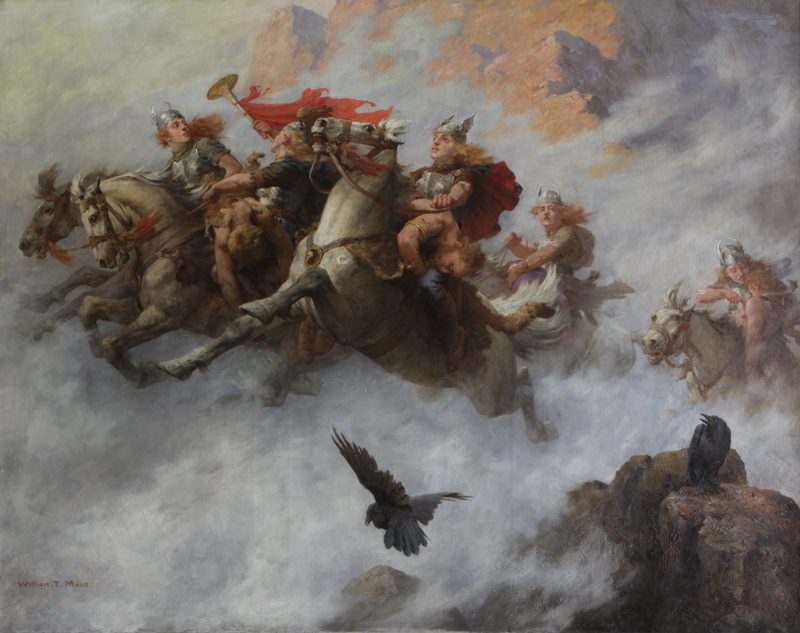
La chevauchée des Walkyries, 1890, par W. T. Maud

Le leitmotiv de la chevauchée est composé par Wagner le  23 juillet 1851, mais l'extrait apparaît sous sa forme complète en 1854, et est doté de sa première orchestration en 1856.
La pièce est jouée pour la première fois le 26 juin 1870 lors de la création de l'opéra La Walkyrie à l'Opéra d’État de Munich en Bavière, à la demande du roi Louis II de Bavière, important mécène-protecteur-admirateur du compositeur, propriétaire de ses œuvres. À la suite de cette représentation, souhaitant ne représenter cet opéra que lorsqu'il se sera accompagné de la suite de l'histoire (Siegfried et Le Crépuscule des Dieux), Wagner impose  un embargo sur toutes reprises en version de concert, jusqu'à la création par lui-même de la tétralogie complète au festival de Bayreuth en Bavière de 1876 (fondé par Wagner pour cette occasion) suivie d'une version de concert à Londres le 12 mai 1877, également dirigée par lui-même.

## Déroulement

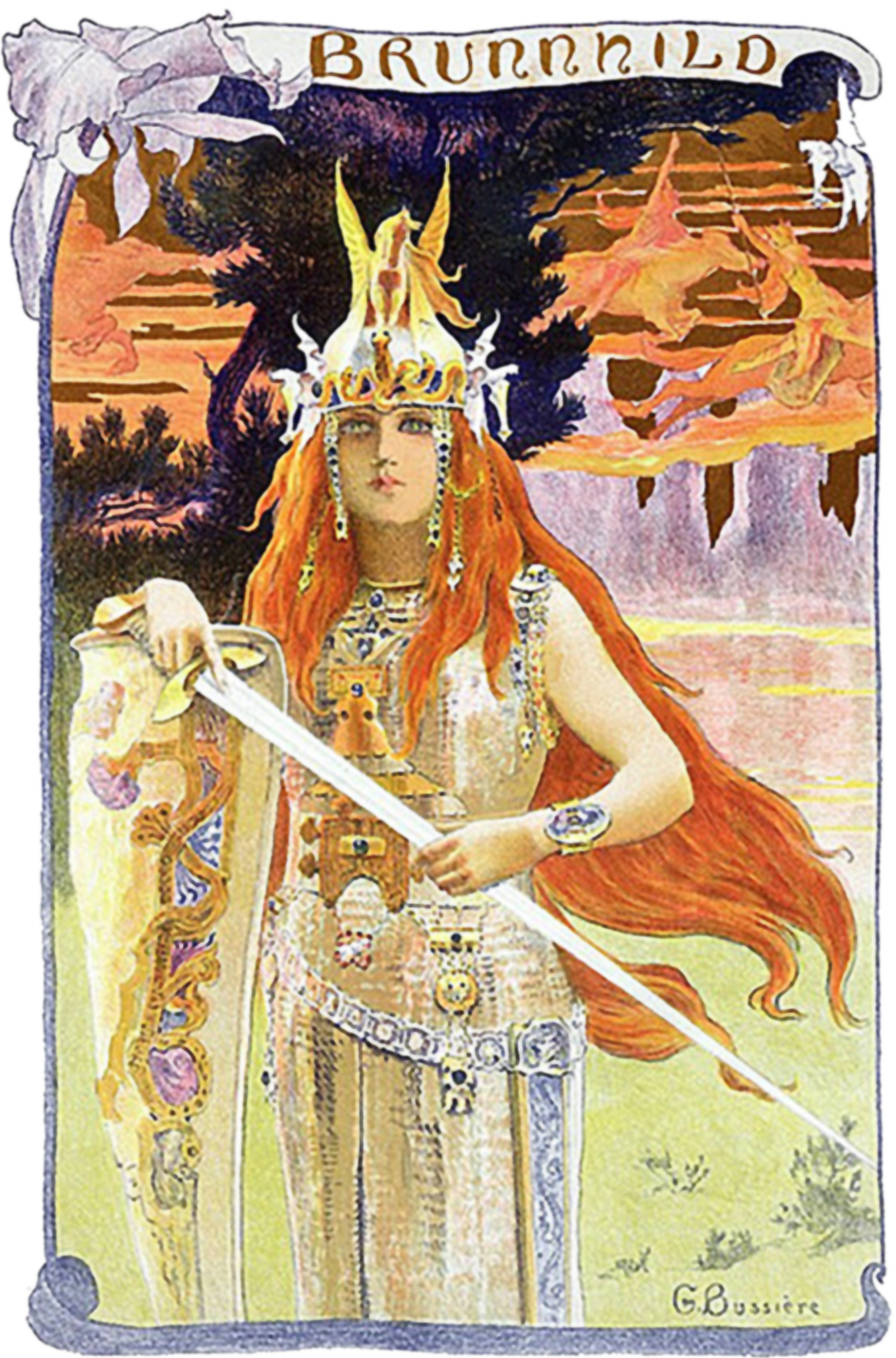
La guerrière Valkyrie Brünnhilde

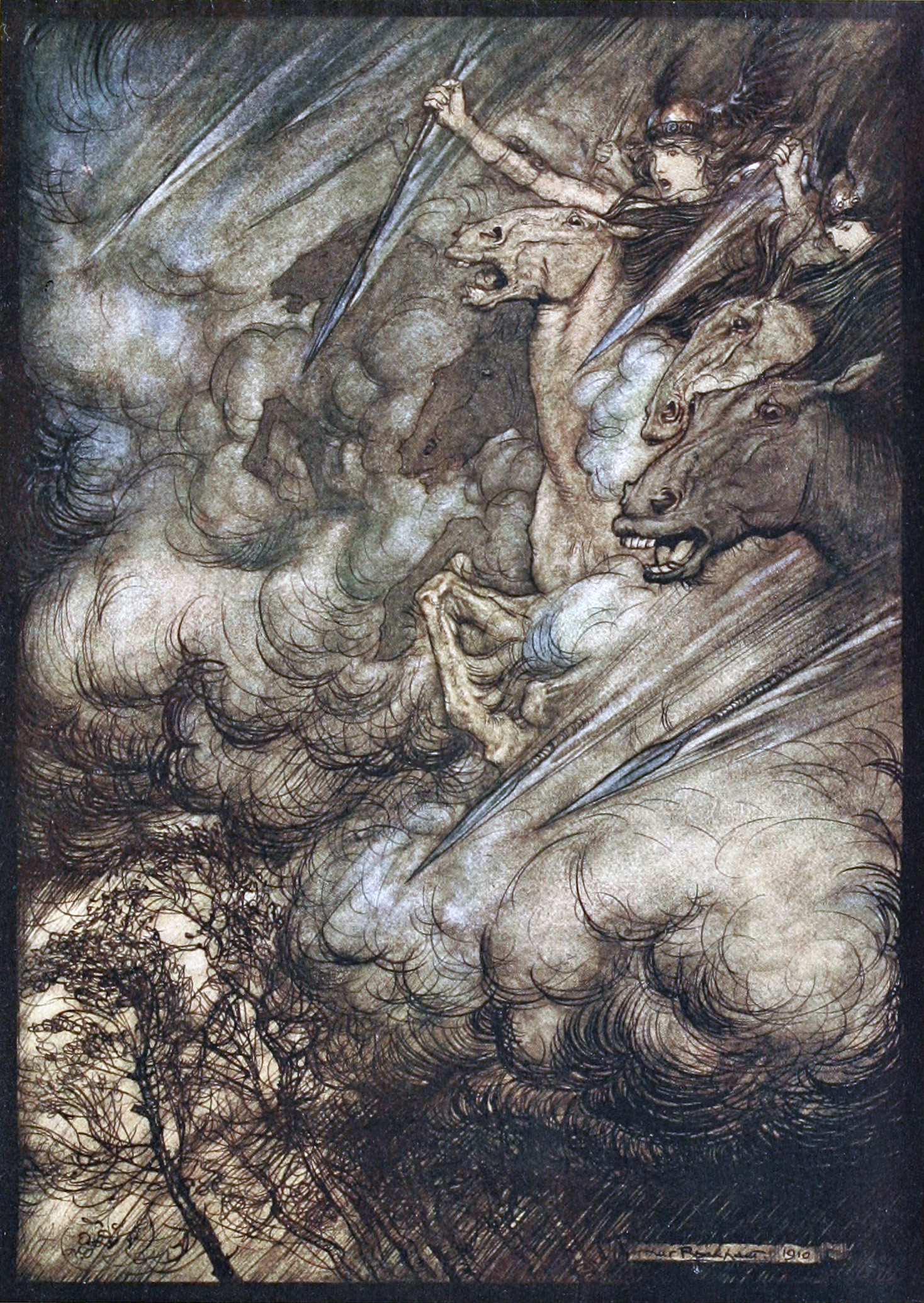
L'arrivée des Walkyries (illustration d'Arthur Rackham).

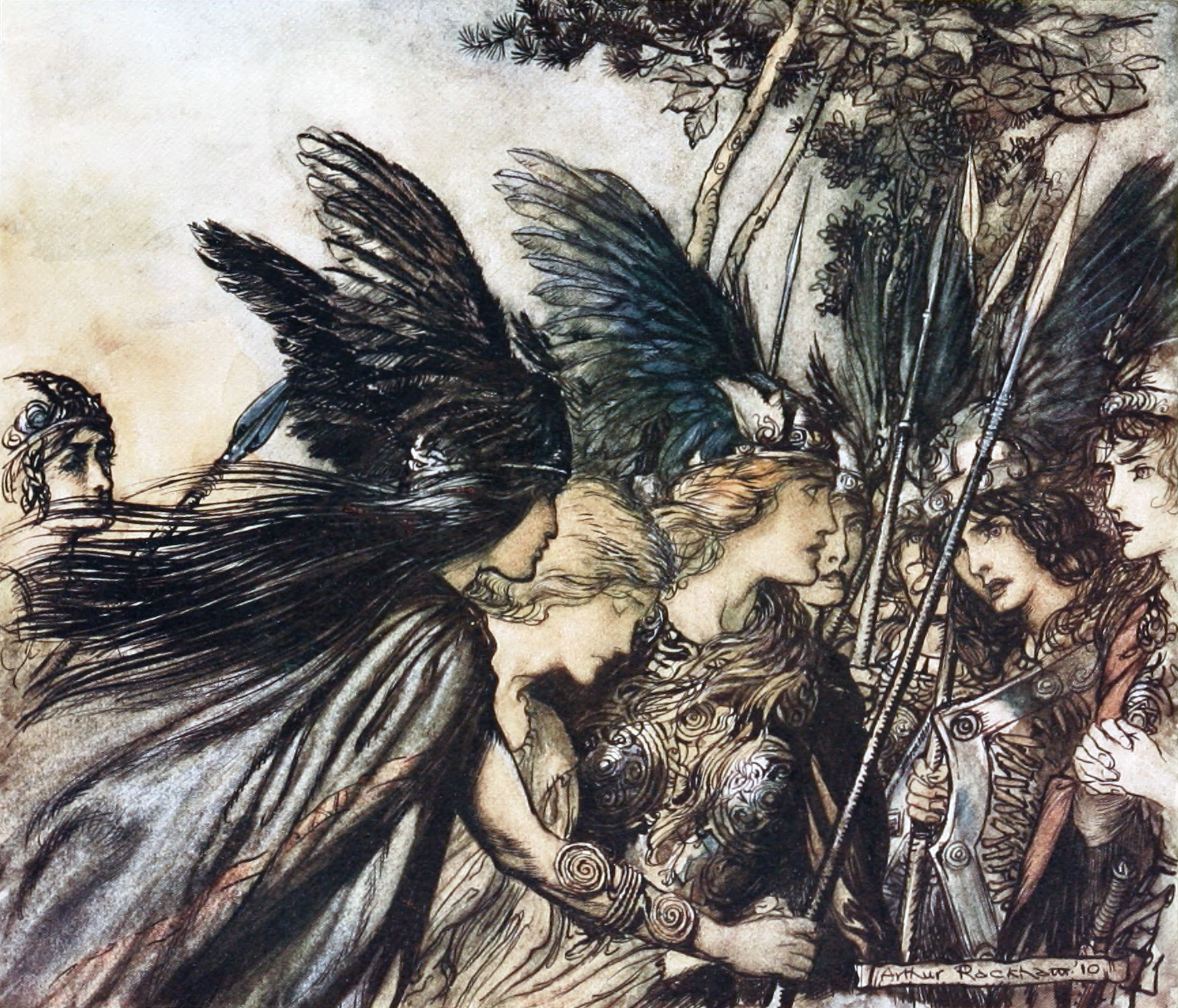
Brunnhilde rejoint ses sœurs apeurées avec Sieglinde (illustration d'Arthur Rackham).

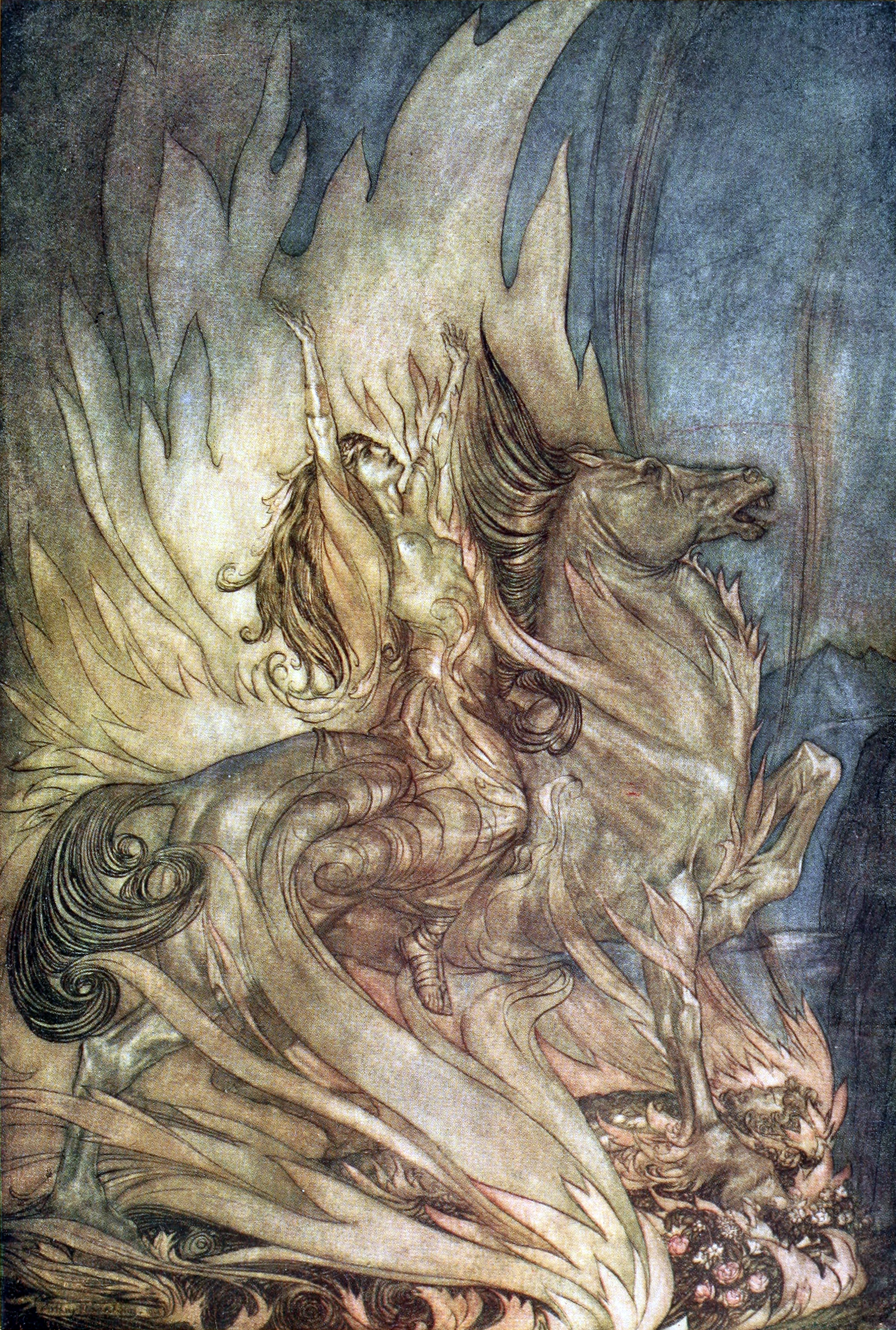

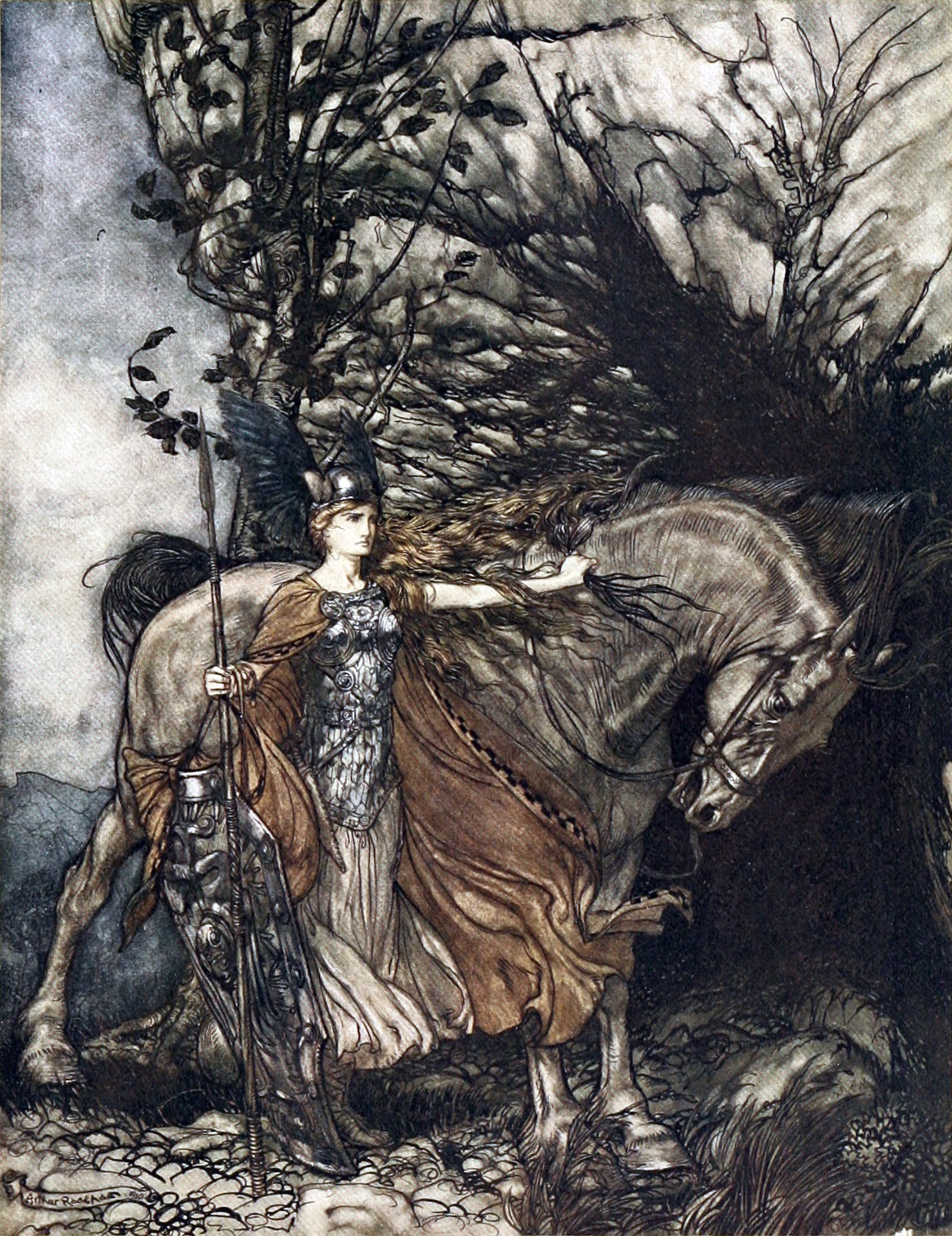

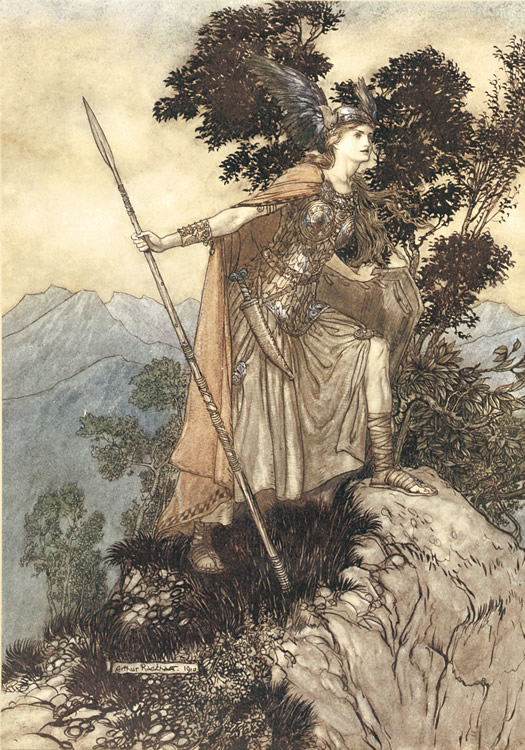

Le thème musical est inspiré d'une sonnerie militaire de fanfare de charge militaire déferlante de cavalerie, entrecoupée des voix, des cris de ralliement et des rires de neuf Valkyries, dont Brünnhilde, la Walkyrie éponyme. Les guerrières se déplaçant à cheval, le morceau fait référence aux trompes de chasse et à leur sonorité particulière, rendue par l'utilisation des cors à l'unisson. L'effet de chevauchée, en référence au bruit des sabots des chevaux, est rendu par l'ostinato aux bassons et trombones.
Dans l'opéra, la chevauchée accompagne les guerrières Valkyries de retour des champs de bataille, au moment où elles remontent avec les âmes choisies des guerriers les plus valeureux morts au combat, au Valhalla (paradis des guerriers valeureux du dieu Odin, de la mythologie germanique-nordique). Ces « vierges guerrières », après s'être rejointes, apprennent la trahison de l'une d'entre elles, Brünnhilde, qui a refusé de respecter l'ordre de leur père Wotan, le dieu des dieux (Odin). En effet, Brünnhilde était censée faire perdre le héros Siegmund contre Hunding, membre d'une tribu rivale qui lui avait offert l'hospitalité (événements racontés lors du premier acte), mais elle a laissé Siegmund gagner.
La fin de la chevauchée n'est pas clairement définie, et se tuile progressivement avec la suite, dans l'esprit des opéras de Wagner, qui ne possèdent pas de coupure de la musique à l'intérieur des actes.

## Culture populaire
Dans la culture populaire, le thème est très régulièrement récupéré dans des domaines variés ; mais ces récupérations dénaturent souvent son utilisation initiale dans Die Walküre. Par exemple, le nom Chevauchée des Walkyries ne vient pas de Richard Wagner mais est utilisé comme titre des versions de concert.

### Cinéma
- 1915 : Naissance d'une nation de D. W. Griffith — le thème accompagne le raid du Ku Klux Klan, marquant un succès majeur auprès du public ;
- 1935 : Jazz Band contre Symphony Land de Walt Disney
- 1959 : Les Rendez-vous du diable d'Haroun Tazieff — fin de son premier long métrage ;
- 1959 : Les Cousins de Claude Chabrol ;
- 1963 : Huit et demi de Federico Fellini — dans certaines scènes, notamment lorsque Guido, le personnage de Marcello Mastroianni, fouette les femmes de son harem imaginaire ;
- 1969 : Le Diable par la queue de Philippe de Broca — Georges (Jean Rochefort) fait retentir la Chevauchée dans le château pour piéger Jean-Jacques (Jean-Pierre Marielle) ;
- 1973 : Mon nom est Personne de Tonino Valerii — Ennio Morricone utilise ce thème à chaque apparition de la horde sauvage ;
- 1974 : Mahler de Ken Russell
- 1976 : L'Aile ou la Cuisse de Claude Zidi — Lorsque Charles Duchemin présente une recette de cuisine ;
- 1979 : Apocalypse Now de Francis Ford Coppola — Le commandant d'un escadron de cavalerie (lieutenant-colonel Kilgore) l'utilise à des fins de guerre psychologique lorsque ses hélicoptères attaquent une position ennemie ;
- 1980 : The Blues Brothers de John Landis — accompagnement musical de la poursuite des Blues Brothers par les néo-nazis
- 1985 :
  - Allan Quatermain et les Mines du roi Salomon (King Solomon's Mines) de J. Lee Thompson — le colonel Bockner passe son temps à l'écouter sur un gramophone ;
  - Ça n'arrive qu'à moi de Francis Perrin — à la fin du film lorsque le personnage de Bernard Blier arrive au secours de sa fille (Véronique Genest) au cours d' une attaque héliportée qui est un clin d'œil à l' attaque du village viet-namien dans le film Apocalypse Now ;
- 1988 : Le Grand Bleu, de Luc Besson, dans la scène de la baignoire avec Jacques, Johanna, et l'oncle Louis (Youtube).
- 1989 : L'Homme homard venu de Mars de Stanley Sheff
- 1991 : Rock-o-rico de Don Bluth
- 1995 : Casper de Brad Silberling — lors de la scène de l'arrivée des oncles de Casper dans la cuisine, vers le début du film ;
- 1998 : Small Soldiers de Joe Dante
- 2005 : Lord of War d'Andrew Niccol, avec Nicolas Cage
- 2006 : Prête-moi ta main d'Éric Lartigau — sonnerie du téléphone du personnage incarné par Grégoire Oestermann ;
- 2007 :
  - Ghost Rider de Mark Steven Johnson — lorsque Johnny Blaze tente un saut de 90 mètres au-dessus de six hélicoptères UH-60 Black Hawk ;
  - American Pie : Campus en folie d'Andrew Waller — vers le milieu du film, on peut en entendre le début alors que Stiffler lance des bombes à eau, puis quand Émile et Loïs mangent des fraises devant des chiens mangeant des claviers ;
  - Si c'était lui... d'Anne-Marie Étienne : Carole Bouquet monte le son de la Chevauchée des Walkyries pour couvrir le Heavy metal écouté par Marc Lavoine ;
- 2009 : Watchmen : Les Gardiens de Zack Snyder — elle retentit lorsque le Dr Manhattan se remémore quand il était avec Le Comédien sur un champ de bataille pendant la guerre du Viêt Nam ;
- 2009 : Arthur et la Vengeance de Maltazard de Luc Besson
- 2010 : Predators de Nimród Antal — lorsque Ronald Noland (joué par Laurence Fishburne) est dans son bunker ;
- 2011 : Les Tuche d'Olivier Baroux — lorsque la famille Tuche survole Monaco en hélicoptère ;
- 2011: Rango de Gore Verbinski — lorsque les protagonistes sont poursuivis par la famille des brigands chevauchant des chauves-souris (La chevauchée des chauves-souris) ;
- 2012: Iron Sky de Timo Vuorensola — lors de la bataille spatiale entre les zeppelins nazis et les vaisseaux de l'ONU ;
- 2014 : Situation amoureuse : C'est compliqué de Manu Payet ;
- 2016 : Florence Foster Jenkins de Stephen Frears — au cabaret (au début du film) ;
- 2019 : Just a Gigolo d'Olivier Baroux — deux garagistes, effrayés par leur mère, utilisent le thème comme sonnerie de téléphone lorsqu'elle cherche à les appeler :
- 2024 : Stella, une vie allemande de Kilian Riedhof, scène du bombardement de Berlin.

### Télévision
Ce thème est repris souvent dans les séries de Warner Bros. (Bugs Bunny, Daffy Duck, Bip-Bip).
Autres reprises télévisuelles :
- 1984 : épisode « Mystérieuse Île du Sud » (26e épisode) de la série d'animation japonaise Signé Cat's Eyes, lorsque Tam survole la base de fondation du Pacifique qui ne tarde pas à réagir en l’attaquant.
- 1995 : On l’entend pendant 5 secondes environ dans l’épisode « La Mère d’Homer », épisode 8 de la 7e saison des Simpson, quand Homer retrouve sa mère et que monsieur Burns arrive devant la maison des Simpson avec des chars d’assauts. Voulant imiter la scène d’Apocalypse Now il met une cassette jouant la chevauchée des Walkyries dans le tank, mais la musique change pour Waterloo d’ABBA, Smithers disant avoir enregistré par-dessus. Ainsi qu'au 7e épisode de la 11e saison, Huit d'un coup, lorsqu'un des octuplés d'Apu fait une entrée en montgolfière.
- 1999 : Courage, le chien froussard, dans l'épisode du même nom ;
- 2003 : épisode 2 de la 6e saison de la série Charmed ;
- 2004 : épisode 189 de la série japonaise Yu-Gi-Oh! (version originale).
- 2009 : épisode 4 de la 2e saison de Nogizaka Haruka no Himitsu.
- 2011 : épisode « Un animal pour Rainbow Dash » épisode 7 de la 2e saison de My Little Pony : Les amies, c'est magique. Il apparaît en fond pendant la course de Rainbow Dash contre les animaux.
- 2012: The King 2 Hearts — (série coréenne) dans la majorité des épisodes. La musique est utilisée comme « thème » pour le personnage de Kim Bong-gu/ John Meyer du Club M. Elle est également utilisée pour traumatiser la Princesse Lee Jae-shin ayant perdu la mémoire et étant paraplégique à la suite d'un « accident » provoqué par Kim Bong-gu.
- 2015 : épisode 6 de la saison 1 de l'animé Gate - Au-delà de la porte. La musique est utilisée par la brigade aéroportée des forces terrestres d'autodéfense lors de leur opération de soutien à la Troisième patrouille de reconnaissance lors du siège d'Italica. (à noter que dans ce passage, la musique est utilisée de manière diégétique ; en effet ce sont les soldats eux-mêmes qui lancent la musique un peu avant leur assaut.)
- 2020 : épisode 5 de la saison 1 de Umbrella Academy. À la fin de la 48e minute de l'épisode lorsqu'un camion de glace apparaît sur la route déserte, on entend la musique.
- 2021 : épisode 7 de la saison 2 de For All Mankind. À la fin de la 58e minute de l'épisode sur la Lune, lorsqu'un module de la NASA s'approche d'une base soviétique, on entend la musique.

### Jeu vidéo
- 1982 : Sub Hunt — sur l'écran de fin du jeu en cas de victoire, alors qu'une animation représente la flotte ennemie en train de se retirer ;
- 1986 : Gunship — pendant le générique du jeu ;
- 1995 : Return Fire — lorsque le joueur se trouve aux commandes d'un hélicoptère ;
- 1996 : SimCopter ;
- 2004 : Battlefield Viêt Nam — lorsque le joueur se trouve dans un véhicule ;
- 2009 : Hearts of Iron III — thème d'introduction ;
- 2010 :
  - Battlefield Bad Company 2 : Viêt Nam — lorsque le joueur se trouve dans un véhicule ;
  - Fallout New Vegas — à la fin de la mission « Volez avec moi » ;
- 2011 : Duke Nukem Forever — en version « heavy metal » ;
- 2012 : Far Cry 3 — lors d'une mission en hélicoptère ; War Thunder : musique thème de l'Allemagne jusqu'en 2020
- 2013 : Grand Theft Auto V — L'un des sons personnalisable de klaxon;
- 2014 : Metal Gear Solid V: Ground Zeroes — une cassette pouvant être écoutée à tout moment.
- 2015 :
  - Metal Gear Solid V: The Phantom Pain — Comme dans Metal Gear Solid V: Ground Zeroes, on peut l' écouter à tout moment via une cassette.
- 2016 : dans une mission de vol en wingsuit intitulée La Chevauchée des Walkyries, dans le jeu Steep, il s'entend durant 6 secondes.
- 2018: Just Cause 4: dans un hélicoptère, en tirant la musique a une chance d'être jouée.
- 2020 : Fortnite — dans les hélicoptères présents sur la carte du mode Battle Royale, pouvait être joué ce morceau.
- 2024 : Hearts of Iron IV (sorti en 2016) : la musique est offerte aux joueurs ayant acheté un pass d'extensions

### Sport
- Musique d'entrée sur le ring du catcheur de la WWE, Daniel Bryan.

### Musique
- Introduction aux concerts de Los Angeles et de New York du supergroupe de métal progressif Liquid Tension Experiment.

## Seconde Guerre mondiale
La Chevauchée des Walkyries est reprise entre autres comme hymne de la Luftwaffe (armée de l'air allemande du Troisième Reich) de la Seconde Guerre mondiale (un groupe d'assaut allemand aurait joué la Chevauchée sur ondes courtes avant de lancer les offensives de la Seconde Guerre mondiale. Cette anecdote est rapportée dans Le Soldat oublié de Guy Sajer).
Elle est utilisée dans des films de propagande nazie, notamment la série Die Deutsche Wochenschau.
Le complot du 20 juillet 1944 de tentative d’assassinat d'Adolf Hitler est baptisé « Opération Walkyrie » (histoire retracée dans le film historique Walkyrie, de Bryan Singer, avec Tom Cruise).